# Trachysphyrus chalybaeus
Trachysphyrus chalybaeus är en stekelart som först beskrevs av Taschenberg 1876.  Trachysphyrus chalybaeus ingår i släktet Trachysphyrus och familjen brokparasitsteklar. Inga underarter finns listade i Catalogue of Life.